# DMG Mori
DMG MORI Co., Ltd. (яп. DMG森精機株式会社 DMG Мори Сэйки кабусики-гайся, TYO: 6141) — японская машиностроительная компания, специализирующаяся на производстве станков, со штаб-квартирой в районе Кото, город Токио, Япония. Компания DMG MORI крупнейший в мире производитель станков. Основана в 1948 году семьёй Мори. С 2015 года DMG MORI владеет 52,54 % контрольным пакетом акций немецкой компании DMG Mori AG.

## Производство и офисы
Mori Seiki производит станки, компоненты и периферийные устройства к ним; за время работы компании было произведено и установлено более 160 000 единиц техники. Компанией управляет президент Масахико Мори (яп. 森　雅彦), доктор инженерных наук, а количество работников фирмы превышает 3 тыс. человек. Американская штаб-квартира Mori Seiki расположена в чикагском пригороде Хофмен-Эстейтс, а офисы — в Бостоне, Цинциннати, Далласе, Детройте, Лос-Анджелесе и Нью-Джерси. Чикагский офис занимает 9500 м² и включает учебные помещения. В ноябре 2009 года главный офис провёл четырёхдневный «день открытых дверей», который посетило более 2200 человек С 2009 года Mori Seiki начала стратегическое партнёрство с немецкой компанией Gildemeister, создав организацию DMG-Mori Seiki. Две корпорации не слились полностью, но они обмениваются инженерными, маркетинговыми и другими ресурсами. 1 апреля 2010 года подразделения двух компаний в США слились в единую структуру.
DMG MORI SEIKI UK LTD имеет офис в бизнес-парке Мидлмарч (англ. Middlemarch Business Park) в Ковентри, офис MORI SEIKI GmbH (со статусом европейской штаб-квартиры компании) находится в Вернау.
В XXI веке Мори Сэйки основала Цифровую лабораторию (Digital Technology Laboratory) в Дэвисе, Калифорния.
DMG Mori — бриллиантовый партнер движения WorldSkills

## Продукты и технологии

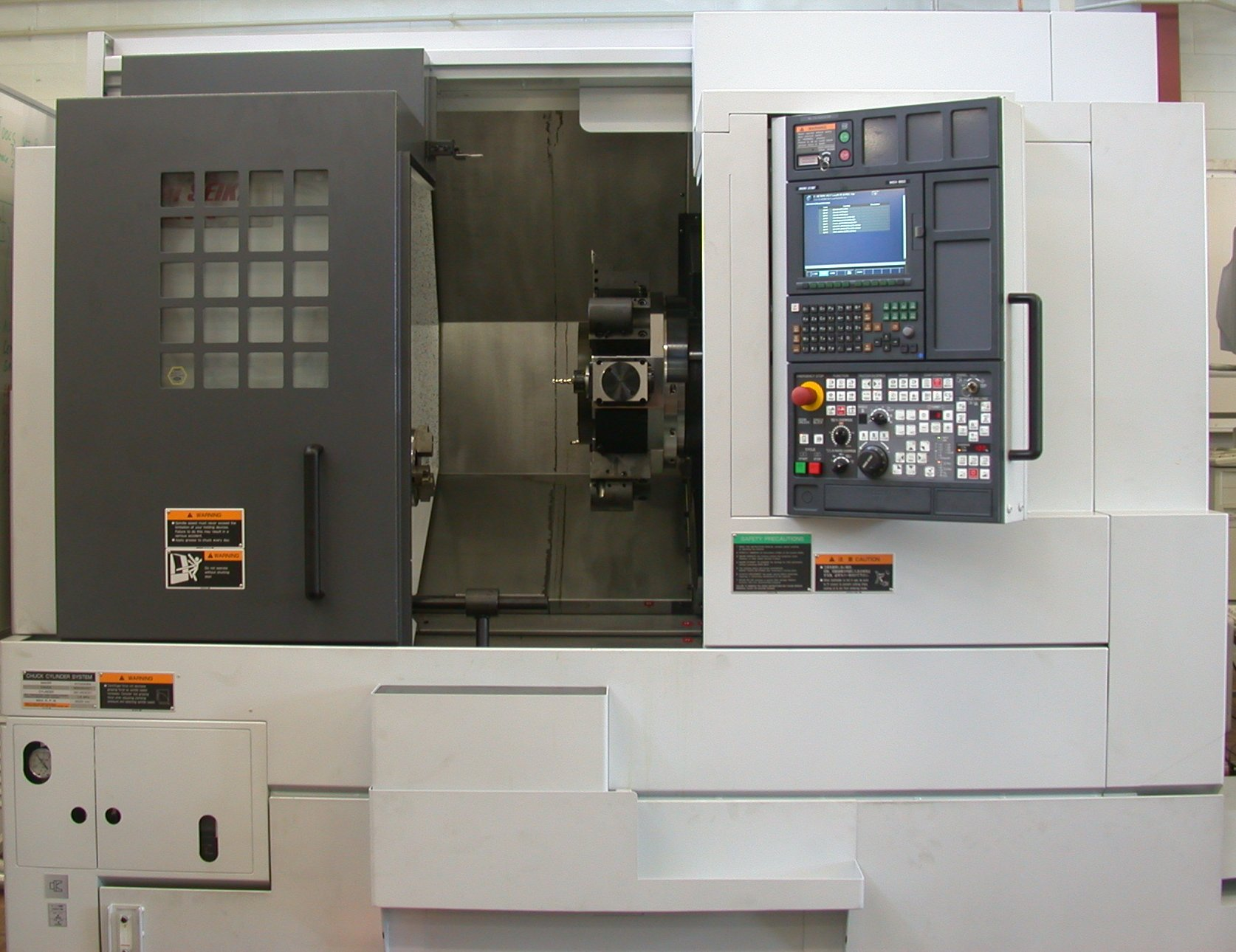
Продукция компании

Основные продукты компании — станки с ЧПУ и периферия (токарные, двушпиндельные, многоосные многоцелевые, фрезерные, горизонтальные многоцелевые станки, пятиосные многоцелевые, горизонтальные линейные многоцелевые станки с приводом, операционные системы, системы поддержки, компьютерные сети, и так далее). У Мори Сэйки 29 дочерних компаний и 6 ассоциированных компаний.
Вся продукция фирмы получает поддержку и обслуживается на всём протяжении жизненного цикла.